# Oloneckij rajon
L'Oloneckij rajon (in russo Олонецкий район?) è un rajon della Repubblica di Carelia, nella Russia europea; il capoluogo è Olonec.
Istituito nel 1930 con l'unione del preesistente Oloneckij rajon con il Vidlickij rajon, istituiti a propria volta nel 1927 sulle basi dell'Oloneckij Uezd.